# Sân bay Altai
Sân bay Altai (IATA: LTI, ICAO: ZMAT) là một sân bay công cộng phục vụ nhu cầu đi lại tại thành phố Altai, tỉnh lị tỉnh Govi-Altai tại miền tây Mông Cổ. Sân bay nằm cách trung tâm thành phố 2 km (1,2 mi) về phía tây. Sân bay có khả năng loại máy bay An-24, bao gồm Fokker 50, Dash 8 và ATR 42.

## Điểm đến
| Hãng hàng không | Điểm đến                  |
| --------------- | ------------------------- |
| Aero Mongolia   | Ulaanbaatar               |
| Eznis Airways   | Ulaanbaatar               |
| Hunnu Air       | Bayankhongor, Ulaanbaatar |